# Кузнецов, Алексей Николаевич (полный кавалер ордена Славы)
Алексей Николаевич Кузнецов (5 января 1923, Тверская губерния — 3 апреля 1999, Петрозаводск) — командир отделения взвода пешей разведки 731-го стрелкового полка сержант — на момент представления к награждению орденом Славы 1-й степени.

## Биография
С 1932 года семья жила в Петрозаводске. Окончил 7 классов. Отец погиб в Советско-финскую войну (1939—1940), и школу пришлось оставить. Поступил учеником токаря на Онежский тракторный завод. Очень скоро стал работать самостоятельно, нужно было помогать матери.
Первые месяцы Советско-финской войны (1941—1944) продолжал работать на заводе. За образцовую и самоотверженную работу по выполнению важнейшего оборонного задания был награждён Почетной грамотой. Днём работал за станком, ночью рыл вокруг Петрозаводска оборонительные окопы.
В апреле 1942 года был призван в Красную Армию. Прошёл военную подготовку в запасном полку, находившемся в Кандалакше. В сентябре 1942 года направлен в 205-ю стрелковую дивизию, которая вела боевые действия в Карело-Финской ССР, на кестеньгском направлении. Был назначен командиром отделения во взвод пешей разведки 731-го стрелкового полка. В составе этого полка прошёл весь боевой путь на Карельском и 2-м Белорусском фронтах. В первых же боях Кузнецов зарекомендовал себя отважным и умелым воином. Член ВКП(б) с 1943 года.
25-27 июня 1944 года у озера Кампанец умело провёл разведку огневых средств вражеского гарнизона. Силами отделения устроил засаду на пути отхода противника. В коротком бою было истреблено свыше 10 вражеских солдат, нарушены 2 линии связи. Был тяжело ранен, но оставался в строю до выполнения боевого задания.
Приказом от 4 сентября 1944 года сержант Кузнецов Алексей Николаевич награждён орденом Славы 3-й степени.
16 сентября на участке шоссе между Кестеньгой и Конттилой путь наступавшим стрелковым подразделениям преградил сильный пулемётный огонь из хорошо укрепленного дзота. А. Н. Кузнецов с группой зашёл в тыл огневой точке и забросал её гранатами, пулемет замолчал. В это время на помощь гарнизону дота появилось до взвода противников. В жестоком бою отделение Кузнецова отбило четыре атаки, уничтожив более десятка вражеских солдат. Кузнецов был ранен, но продолжал сражаться с врагом до подхода подкрепления.
Приказом от 8 ноября сентября 1944 года сержант Кузнецов Алексей Николаевич награждён орденом Славы 2-й степени.
Осенью 1944 года дивизию передали во 2-й Белорусский фронт. В его составе весной 1945 года Кузнецов участвовал в боях в Восточной Померании за города Кёслин, Гдыня и Данциг.
3 марта 1945 года в бою за населенный пункт Цехендорф Кузнецов, рискуя жизнью, подполз к вражескому пулемету, мешавшему продвижению наших стрелков, и гранатой подорвал его вместе с расчетом. В одно из боев на виду у неприятеля вынес из-под обстрела раненого командира полка, в Гдыне вместе со своими разведчиками не раз сходился в рукопашных схватках с фашистами.
Всего за годы войны был шесть раз ранен, один раз тяжело контужен.
Указом Президиума Верховного Совета СССР от 29 июня 1945 года за мужество, отвагу и героизм сержант Кузнецов Алексей Николаевич награждён орденом Славы 1-й степени. Стал полным кавалером ордена Славы.
В 1945 году демобилизован в звании старшины. Вернулся в Петрозаводск. Восстанавливал Онежский тракторный завод, затем несколько лет служил в органах Министерства внутренних дел Карельской АССР. Работал сборщиком-обмотчиком силовых трансформаторов на Петрозаводском опытно-механическом заводе, электромонтером в троллейбусном управлении.
Скончался в Петрозаводске 3 апреля 1999 года.
Награждён орденами Отечественной войны 1-й степени, орденом Красной Звезды, орденами Славы 3-х степеней, медалями.